# CSM Suceava
CSM Suceava (Clubul Sportiv Municipal Suceava) a fost un club sportiv din Suceava, România. A fost notabil pentru echipa de fotbal care a jucat un sezon în Divizia A.

## Istoria

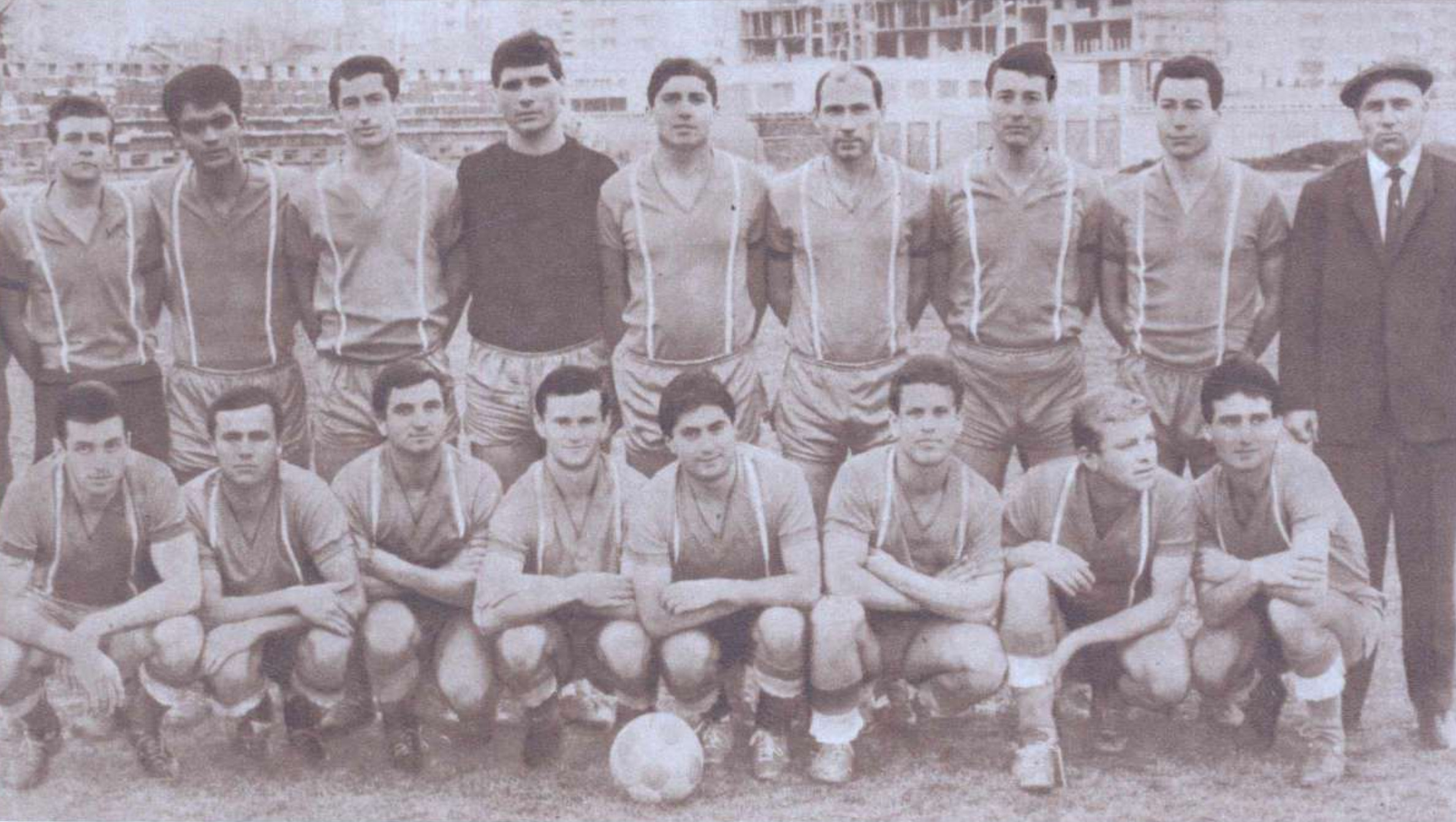
Echipa din sezonul 1966-1967

CSM Suceava a fost fondat pe 19 iulie 1972 și includea secțiuni de fotbal, atletism, rugby și volei. Pe parcursul anilor, mai multe secțiuni au fost adăugate, printre care tir cu arcul, baseball, box, lupte greco-romane, handbal, hochei pe gheață, canotaj, patinaj viteză și înot. Actualul setup include tir cu arcul, box, hochei pe gheață, rugby, atletism, volei și lupte.

### Fotbal
Fiind una dintre secțiile de la fondare, echipa de fotbal a jucat în ligile inferioare, cu precădere în Divizia B, câștigând promovarea în Divizia A la finalul sezonul 1986-1987, retrogradând după numai un an. Înainte de sezonul 1993-94, numele a fost schimbat la Bucovina Suceava, după numele regiunii Bucovina.
La sfârșitul sezonul 1996-1997, Bucovina a fuzionat cu Foresta Fălticeni, creând cea mai de succes echipă din istoria județului Suceava, Foresta Suceava, care și-a jucat meciurile acasă, în Suceava, pe Stadionul Areni. Bucovina a devenit a doua echipă a Forestei Fălticeni, fiind numit Foresta II Falticeni, și și-a jucat meciurile de pe Nada Florilor, Falticeni.

## Cronologia numelor
În 1957, Flamura Roșie Burdujeni s-a mutat la Suceava, devenind Progresul Suceava.
| Numele            | Perioada  |
| ----------------- | --------- |
| Progresul Suceava | 1957-1959 |
| Victoria Suceava  | 1959-1960 |
| Dinamo Suceava    | 1960-1964 |
| Viitorul Suceava  | 1964-1965 |
| Chimia Suceava    | 1965-1972 |
| CSM Suceava       | 1972-1993 |
| Bucovina Suceava  | 1993-1997 |

## Titluri
Divizia B
- Câștigător (1): 1986-87

## Jucători notabili
- Lorin Avădanei
- Radu Cașuba
- Victor Gălușcă
- Ilie Gafencu